# Jacques Lepersonne
Jacques Lambert Désiré Lepersonne, né le 26 octobre 1909 à Mulhouse et décédé le 10 août 1997 à Etterbeek, est un géologue belge.

## Biographie

### Études
Commencées à l'athénée de Liège par des humanités gréco-latines, les études de Jacques Lepersonne se poursuivent à l'université de Liège où il obtient un diplôme d'ingénieur civil des mines en 1932 puis d'ingénieur géologue en 1934.

### Carrière
Assistant à l'université de Liège en 1932 et 1933, Jacques Lepersonne est recruté en 1935 par le musée du Congo belge à Tervueren, où il accomplira l'essentiel de sa carrière comme conservateur. Envoyé en mission au Congo dès 1938, il devient chef de mission de la Société des mines d'or de Kilo-Moto, chef du Service géologique régional de Léopoldville de 1940 à 1945, puis chef de mission du Syndicat de recherches minières du Bas et du Moyen Congo et chargé de mission au Kasaï et au Kwango à partir de 1946. C'est pendant ces années africaines qu'il amorce la transformation du musée en un grand institut de recherche belge sur la géologie de l'Afrique centrale, en collaboration avec son jeune collègue Lucien Cahen. Il prend sa retraite en 1974 avec le titre de chef de département honoraire du département de géologie et de minéralogie du musée royal de l'Afrique centrale.
Jacques Lepersonne fut vice-président de la Commission géologique du Ministère belge des affaires étrangères (1959-1962), il présida la Société géologique de Belgique (1959-1960) puis la Société belge de géologie (1962-1963) et Universitas Belgique (1963-1964), et il dirigea l'Académie royale des sciences d’Outre-Mer (1966). Il fut aussi membre de l'Académie royale des sciences, des lettres et des beaux-arts de Belgique (1971 : membre correspondant ; 1980 : membre effectif ; 1982 : président de la Classe des sciences).

## Travaux de recherche
La contribution la plus originale de Jacques Lepersonne à la géologie africaine est l'emploi intensif de la photo-interprétation, et notamment l'étude stéréoscopique des photographies aériennes qui met en évidence de grandes structures tectoniques peu visibles sur le terrain. Ses quelque 150 publications traitent de la géologie régionale du Congo : cartographie, descriptions lithologiques et interprétations géodynamiques. La plus connue reste la carte du Zaïre au 2 000 000e (1974).
Plusieurs minéraux nouveaux ont été découverts dans des échantillons rapportés au musée royal de l’Afrique centrale par Jacques Lepersonne, et notamment un carbo-silicate hydraté de calcium, terres rares (principalement le gadolinium) et uranyle, dénommé lepersonnite en son honneur. Son nom a également été donné à un poisson fossile du Kwango, le téléostéen Kipalepops lepersonnei.